# پرگولزی ۷۶۲۲
سیارک ۷۶۲۲ (به انگلیسی: 7622 Pergolesi، نامگذاری:6624P-L) هفت هزار و ششصد و بیست و دومین سیارک کشف شده‌است که در ۲۴ سپتامبر ۱۹۶۰ کشف شد.
قدر مطلق سیارک برابر ۱۵٫۶۰ است.